# Berkeley L. Bunker
Berkeley Lloyd Bunker, född 12 augusti 1906 i Clark County, Nevada, död 21 januari 1999 i Las Vegas, var en amerikansk demokratisk politiker och affärsman. Han representerade delstaten Nevada i båda kamrarna av USA:s kongress, först i senaten 1940-1942 och sedan i representanthuset 1945-1947.
Bunker var i sin ungdom verksam som missionär för Jesu Kristi Kyrka av Sista Dagars Heliga. Han gjorde sedan karriär inom olje- och däckindustrin. Han tillträdde 1936 som ledamot av Nevada Assembly, underhuset i delstatens lagstiftande församling. Han tjänstgjorde 1939 som talman.
Senator Key Pittman avled 1940 i ämbetet och Bunker blev utnämnd till senaten. Han efterträddes 1942 av James G. Scrugham. Bunker var sedan verksam inom livsförsäkringsbranschen. Han blev invald i reprsentanthuset i kongressvalet 1944 men bestämde sig för att inte ställa upp till omval två år senare. Han fortsatte sedan sin karriär inom finanssektorn.